# التمييز ضد الإندونيسيين من أصل صيني
مارست الحكومة الإندونيسية التمييز ضد أشخاص إندونيسيين من أصلٍ صيني، وبدأ هذا التمييز منذ حقبة شركة الهند الشرقية الهولندية. وقعت اعتداءات خطيرة ضد الصينيين في فترات متقطعة منذ عام 1740، حيث قتل جنود شركة الهند الشرقية الهولندية نحو 10 آلاف شخصٍ من أصل صيني فيما يُعرف باسم مجزرة باتافيا. وقعت أسوأ أعمال العنف بين عامي 1945 و1949 خلال الثورة الوطنية الإندونيسية ضد الحكم الهولندي. اندلعت أعمال عنفٍ ملحوظة في بدايات الستينيات من القرن الماضي. تعرّض الإندونيسيون من أصل صيني إلى أعمال عنفٍ في عام 1965 عقب محاولة انقلاب فاشلة ضد عمليات التطهير الشيوعي في إندونيسيا، لكن غالباً ما يتم تضخيم عدد الضحايا الصينيين في تلك الأحداث، حيث كان الشيوعيون الإندونيسيون الأصليون من استهدفوا في عمليات القتل تلك. في عام 1998، أحرق عددٍ من المتاجر الصينية واغتصبت عشرات النساء خلال أعمال الشغب في شهر مايو.

## نماذج الاضطهاد

### العنف
ينحصر العنف ضد الإندونيسيين من أصل صيني بالهجمات على الممتلكات، كالمصانع والمحال بشكل عام. لكن ذلك لا ينفي وقوع عمليات قتل واعتداءات، كما حصل في باتافيا سنة 1740، وتانقيرانغ عام 1946، وخلال الفترة التي تلت حركة 30 سبتمبر عام 1965، وخلال أعمال الشغب التي وقعت في شهر مايو عام 1998.
يدعي بعض المراقبين أن الإندونيسيين من أصل صيني أصبحوا “كبش فداء” في حالاتٍ يتحوّل فيها السخط والاضطرابات الاجتماعية إلى أعمال عنف. تجلّت فكرة “كبش الفداء” بوضوح خلال الفترة التي تلت استقلال إندونيسيا .

### اللغة
أصبحت المصطلحات التي تُعتبر مذلّة ومهينة للإندونيسيين من أصل صيني مستخدمة في اللغة الإندونيسية الدارجة، على المستويين الإقليمي والوطني. فهناك المصطلح Cina، والذي أصبح استخدامه لازماً (إلزامياً) في عام 1967 بدلاً من المصطلح الذي كان يُستخدم سابقاً، وهو Tionghoa. المصطلح السابق Cina يشير إلى دلالات ومفاهيم سلبية بالنسبة إلى الإندونيسيين الأصليين. بدأ استخدام المصطلح Tionghoa مجدداً عقب بدء عملية الإصلاح، لكن وقتها، لم يكن الجيل الأصغر من الإندونيسيين الصينيين يعتبرون مصطلح Cina مصطلحاً سلبياً.

### القانون
بعد انتهاء حكم شركة الهند الشرقية الهولندية وبدء الحكم الاستعماري الحضري عام 1815، طُرحت تشريعات مخصصة للتمييز ضد الإندونيسيين من أصل صيني، من بينها قانونٌ عام 1816 يجبر الأشخاص المنتمين إلى العرق الصيني على حمل تذكرة مرور خاص في جميع الأوقات.
خلال فترة حكم سوكرانو عام 1958، طُلب من الإندونيسيين من أصل صيني الإعلان عن رغبتهم بالبقاء كمواطنين إندونيسيين، وفي عام 1959، مُنع الصينيون غير الحاصلين على حق المواطنة من ممارسة التجارة خارج مناطقهم الحضرية. استمر التمييز حتى مع قدوم النظام الجديد. طُلب من الإندونيسيين الصينيين اختيار أسماء مشابهة للأسماء الإندونيسية، ومُنعوا من ممارسة تقاليدهم على العلن، وطُلب منهم حمل دليلٍ إضافي يثبت هويتهم. بالمجمل، تم إقرار 45 قانوناً تمييزياً بشكل مباشر أو غير مباشر خلال فترة النظام الجديد. لكن أغلب تلك القوانين تم إلغاؤها خلال فترة رئاسة كلّ من عبد الرحمن وحيد وميجاواتي سوكارنوبوتري، لكن حالات تنفيذ العقوبات مازالت مستمرة.

## تاريخ

### خلفية تاريخية
وفقاً للأدوات الأثرية التي عُثر عليها في إندونيسيا، وُجد أن الصين أجرت معاملات تجارية مع الأرخبيل الإندونيسي منذ القرن الأول قبل الميلاد. كانت أول حركة هجرة بشرية مُسجلة من الصين إلى جنوب شرق آسيا البحري هي قدوم القوات المغولية تحت قيادة قولاي خان، والتي تُوّجت بالغزو المغولي لجاوة في عام 1293. جلب المغول معهم التقنيات الصينية إلى الجزيرة، تحديداً تقنيات بناء السفن وسكّ النقود. عجّل الغزو المغولي تدهورَ الممالك الكلاسيكية وسرّع صعود إمبراطورية ماجاباهيت.
لاحقاً، وصل التجار الصينيون المسلمون من الساحل الشرقي للصين إلى البلدات والمدن الساحلية في إندونيسيا وماليزيا في أوائل القرن الخامس عشر. قادهم الملّاح تشينغ خه، الذي ترأس عدداً من البعثات إلى جنوب شرق آسيا بين عامي 1405 و1430. استوطن هؤلاء التجار في الساحل الشمالي لجزيرة جاوة، لكن لا وجود لوثائق أخرى تشير إلى استيطانهم المنطقة بعد القرن السادس عشر. يعتقد العلماء أن المسلمين الصينيين دُمجوا مع غالبية السكان المسلمين، وزالت جميع المجتمعات الصينية عندما وصل الهولنديون. أُعيد توطيد التجارة مع الصين بعد تشريعها التجارة الخاصة عام 1567، ومنحها تراخيصاً لـ 50 جنك في السنة. برزت موانئ في عدة مستوطناتٍ صينية نائية ضمن الأرخبيل، من بينها ميناء الفلفل في بنتن.

### حقبة الاستعمار
بحلول عام 1740، كان هناك أكثر من 2500 منزل يملكه صينيون داخل مدينة باتافيا، وعاش 15 ألف صيني خارج أسوار المدينة. جرّاء دعم الصينيين للإندونيسيين في حملاتهم ضد الهولنديين، أقرّ الهولنديون في الخامس والعشرين من يوليو عام 1740 قراراً بـ “قتل أو إخفاء” الصينيين الذين لا يملكون تذكرة مرور والعاطلين عن العمل. شمل هذا القرار التجار ورجال الأعمال الذين لم يستجيبوا للابتزاز. تم تجميع هؤلاء الأشخاص ووضعهم على سفنٍ متجهة إلى سيلان. تعرضت منازل الصينيين إلى التفتيش العشوائي، مصحوباً بالاعتداء والسرقة في أغلب الأوقات.
انتشرت الشائعات لاحقاً، والتي تفيد بأن هؤلاء الذين رُحّلوا إلى سيلان قد تمّ إعدامهم، لذا حمل الصينيون الأسلحة. وعندما اشتد التوتر، عقد الحاكم الجنرال أدريان فالكينير جلسة طارئة لكامل الأعضاء. في السابع من أكتوبر عام 1740، هاجمت مجموعة مكونة من مئات الصينيين الإندونيسيين حصناً هولندياً في Tanah Abang، وقتلت 50 شخصاً. ردّ الهولنديون على هذا الهجوم بإرسال جيشٍ مؤلفٍ من 1800 جندي يقودهم غوستاف فيليم فان إمهوف، بالإضافة إلى الميليشات والمجندين، وشرعوا بحملة تطهير عرقي. التحق الإندونيسيون الأصليون بالحملة العسكرية لاحقاً، حيث انتشرت شائعات وقتها عن مخططات الصينيين المتمثلة بالاغتصاب والقتل الجماعي. أحرقت القوات العسكرية المنازل والمحال التجارية الصينية لمدة أسبوعين، وقتلت السكان الصينيين وألقت بجثثهم في نهر Ciliwung. في نهاية المطاف، قُدّر عدد الضحايا بـ 10 آلاف قتيل، من بينهم 500 أسير ومريض في المستشفى. نُقل الناجون الصينيون في باتافيا إلى منطقةٍ خارج أسوار المدينة، وهي الآن ما يعرف الآن بقرية Glodok. تم تطبيق هذا الإجراء في المدن الأخرى، حيث بُنيت الأحياء الصينية لفصل الصينيين عن المجموعات العرقية الأخرى. أشعل هذا الحدث حرباً استمرت سنتين، قاتل فيها الجنود الصينيون وسكان جاوة جنباً إلى جنب.
خلال حرب جاوة، قُتل الآلاف من الإندونيسيين الصينيين على يد الأمير ديبونيجورو وقواته خلال غارات على الساحل الجنوبي لجاوة. هرب الناجون إلى الساحل الشمالي أو المستوطنات الهولندية طلباً للحماية.
في عام 1848، سنت الحكومة الاستعمارية الهولندية قانوناً لتصنيف جميع سكان الأرخبيل ضمن مجموعتين، على أساس إيمانهم بالديانة المسيحية أم لا. تم تعديل هذا القرار لاحقاً عام 1885 ليشمل الإندونيسيين الأصليين والصينيين والعرب والهنود المسيحيين وغير المسيحيين. لكن في الواقع، كان “الشرقيون الأجانب” يعاملون بناءً على قوانين منفصلة.